# Giovanni Perari
Giovanni Perari, detto Gianni (Fratta Todina, 24 marzo 1941 – Perugia, 1º marzo 1987), è stato un politico italiano.

## Biografia
Esponente del Partito Socialista Italiano, è sindaco di Perugia dal 22 luglio 1975 al 3 luglio 1977.
Muore il 1º marzo 1987, poche settimane prima di compiere 46 anni.